# Peter Darbishire Orton
 Peter Darbishire Orton, cunoscut și ca  P. D. Orton, (n. 28 ianuarie 1916, Plymouth – d. 7 aprilie 2005, Crewkerne, Somerset) a fost unmicolog, muzician și profesor de muzică englez, fiind cea mai mare autoritate britanică în ceea ce privește genul mare și dificil Cortinarius. Abrevierea numelui său în cărți științifice este P.D.Orton.

## Biografie
Peter a fost singurul fiu al lui James Herbert Orton (n. 11 martie 1884 – d. 2 februarie 1953), profesor de zoologie la Universitatea Liverpool și expert pentru știință marină. În adolescență a suferit  de rujeolă, ceea ce l-a lăsat parțial surd și cu o vedere slabă. După divorțul vremelnic al părinților, a fost trimis la Școala Oundle din Northamptonshire în 1929, unde a fost instruit de Kenneth Fisher, directorul ei, un pasionat ornitolog și muzician. Astfel, de la o vârstă fragedă, Orton a dezvoltat o fascinație pentru istoria naturală, în special pe insecte, plante și ciuperci, iar, de asemenea acolo, a devenit un pianist și organist priceput.
A fost admis la Trinity College, Cambridge, unde a studiat științe naturale, muzică și istorie, absolvind cu o diplomă generală în 1937. În urmă a început să studieze la conservatoriul Royal College of Music din Londra, dar Al Doilea Război Mondial a întrerupt studiul. 
Din 1940 până în 1946, Orton a servit în Artileria Regală, unde mintea sa matematică rapidă a fost folosită pentru a ajuta la conducerea tunurilor antiaeriene ghidate de radar în Londra. 
După ce a continuat și terminat studiile la Royal College of Music, și-a asigurat un post la Epsom College în Surrey, unde a predat muzica (1949-1955). Și-a petrecut cea mai mare parte din timpul liber pe diversele sale hobby-uri. Astfel a fost fascinat de gândaci, adunând de-a lungul vieții o colecție mare de exemplare montate pe care le-a lăsat Muzeului Regal Scoțian. Principalul său interes însă a fost studiul ciupercilor. A devenit prieten apropiat cu autoritatea engleză principală în micologie de atunci, Arthur Anselm Pearson (1874-1954), care, la fel ca Orton, a fost un muzician pasionat. Orton și-a achiziționat primul microscop propriu și s-a alăturat Societății Micologice Britanice (British Mycological Society). Mai târziu a fost numit asociat de onoare al societății, dar, fiind defavorizat față de grupurile mari, a participat rar la întâlnirile și incursiunile acesteia.
În 1955 a primit o bursă a Fundației Nuffield pentru a lucra împreună cu Richard William George Dennis (1910-2003) la Royal Botanic Gardens, Kew din Londra și cu Frederick Bayard Hora (1908-1984) de la Universitatea Reading în Berkshire pe o listă de verificare complet revizuită a familiilor britanice ale Agaricaceae și Boletaceae. Principala contribuție a lui Orton a fost „Note despre genuri și specii” de 300 de pagini, care a inclus zeci de descrieri ale speciilor noi, completate cu desene în linii. În urmă, a primit și titlul unui Master of Science de la universitate pentru munca sa despre ciuperci.
Din 1961, Orton a preluat un post nou la Rannoch School din Perthshire, unde a predat mai întâi biologia, iar mai târziu engleza și muzica. Nefericit să-și părăsească Scoția iubită după pensionarea sa în 1981, Orton a închiriat o casă în Nethybridge, lângă Grantown-on-Spey, timp de câțiva ani. În 1986, s-a întors în sud, la Crewkerne, Somerset, cumpărând acolo prima sa casă la vârsta de 70 de ani.
În anii săi scoțieni, Orton a publicat studii despre ciuperci scoțiene, adesea împreună cu prietenul său, profesorul Roy Watling (n. 1938), de la Grădinile Botanice Regale în Edinburgh (Royal Botanic Garden Edinburgh). Acestea au inclus volume despre genurile Coprinus  (1979, cu Watling), Pluteus, Volvariella  (1986) și Gymnopilus (1993) pentru seria britanică Fungus Flora. A publicat, de asemenea, o listă de ciuperci pe care le considera indicatori ai pădurilor naturale de pin. Ultima sa lucrare micologică, New and Interesting Agarics from Abernethy Forest, Scotland, care descrie trei specii de ciuperci noi, a fost publicată în 1999 în Kew Bulletin.
Pe 7 aprilie 2005, marele micolog s-a stins din viață în casa sa în Crewkerne la vârsta înaltă de 89 ani.  O lucrare care reflectă studiul său de-a lungul vieții asupra dificilului subgen Telamonia' a fost într-o stare avansată la moartea sa și se speră că va mai fi publicată.
Orton a fost un expert în ciuperci și unul dintre puținii naturaliști ai timpului nostru care au putut identifica aproape toate cele peste 2.000 specii britanice din domeniu, dintre ele peste 100 specii noi. Avea o memorie fiabilă și cunoștea nu numai caracteristicele bureților în natură, ci și multe dintre detaliile fine microscopice ale lor pe de rost. De-a lungul vieții, a dobândit și cunoștințe unice despre ecologia ciupercilor, în special a speciilor de pădure. El a fost cea mai mare autoritate britanică în ceea ce privește genul mare și dificil Cortinarius, publicând o serie de chei ale acestor ciuperci adesea mari și viu colorate pentru a le face mai accesibile altor micologi. Colecțiile sale sunt păstrate în ierbăriile micologice ale Grădinilor Botanice Regale din Edinburgh și ale Grădinilor Botanice Regale din Kew.
Datorită anilor petrecuți predând la Școala Rannoch din Scoția, a devenit, de asemenea, o autoritate în ceea ce privește ciupercile pădurilor de pin native, un motiv care a contribuit la atragerea atenției asupra statutului special al acestor păduri străvechi.
La 28 august 2005, la Forest Lodge în Nethy Bridge (Highland), a avut loc sărbătorirea vieții lui Peter Orton, în semn de recunoaștere a muncii extinse pe care a desfășurat-o în Pădurea Abernethy. La ea au participat mulți dintre foștii săi prieteni și colegi, precum și o serie de foști elevi și personal de la Rannoch.
Referințe pentru biografie:

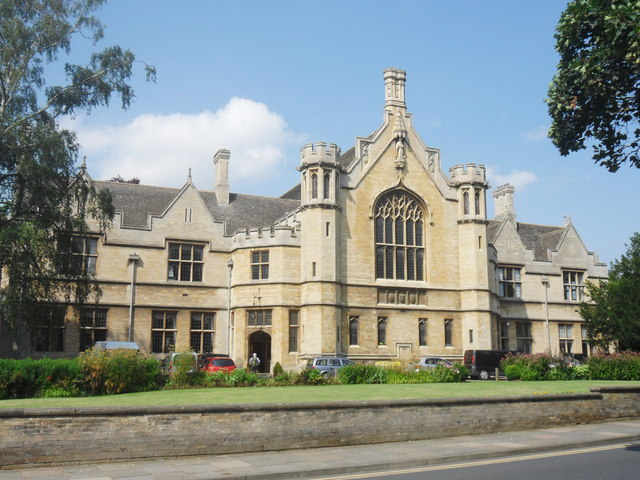
Școala din Oundle
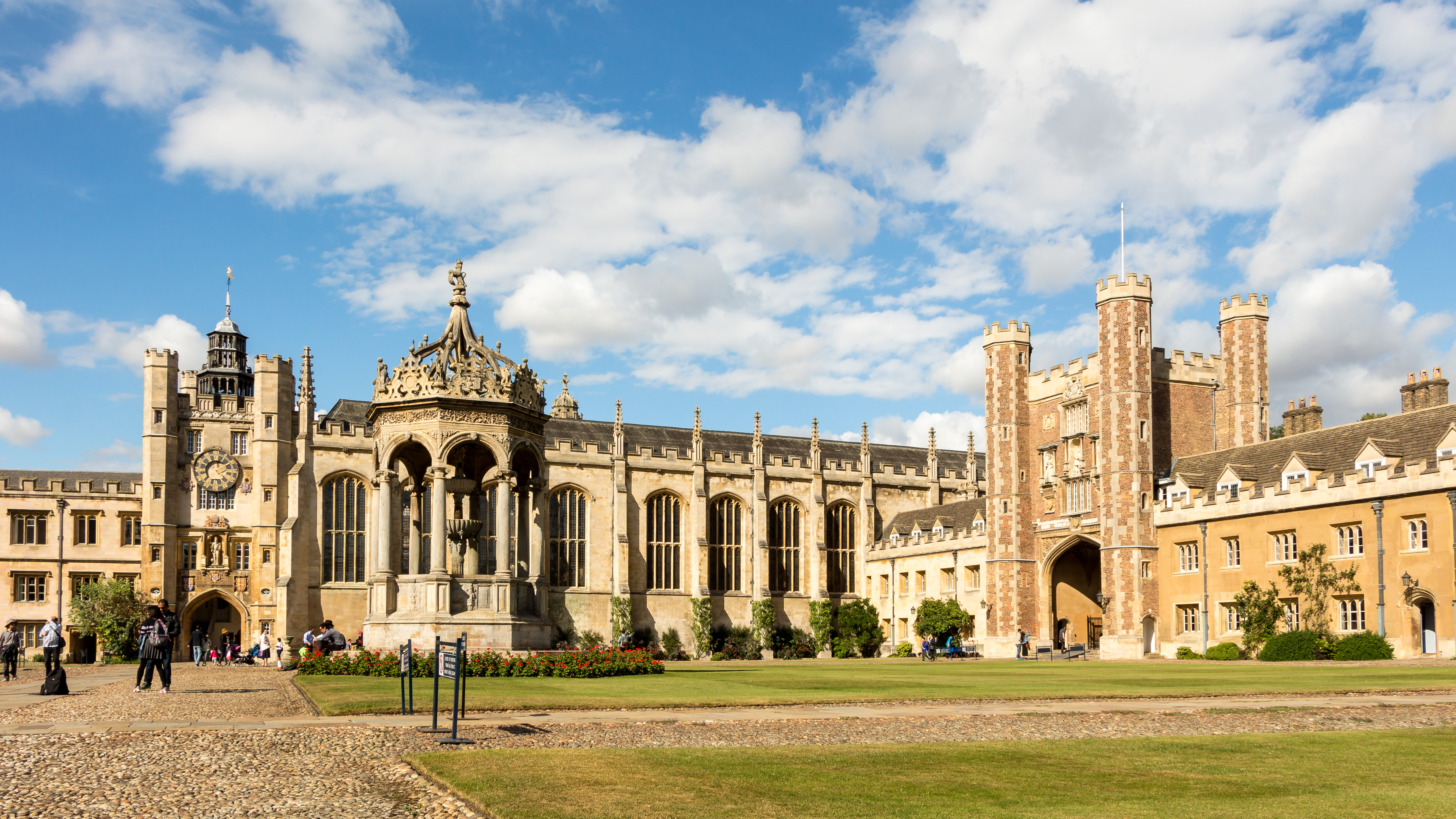
Trinity College
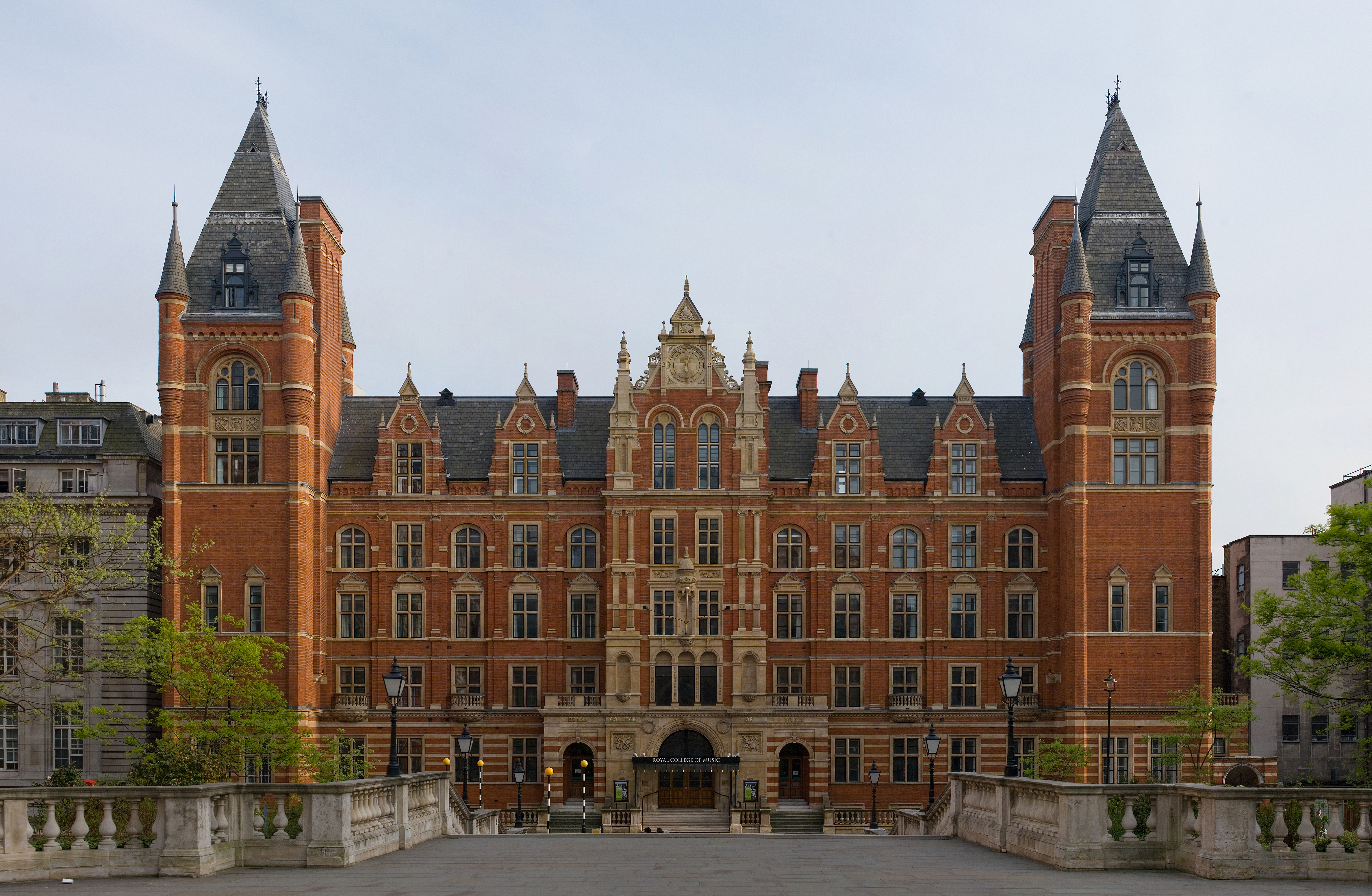
Royal College of Music
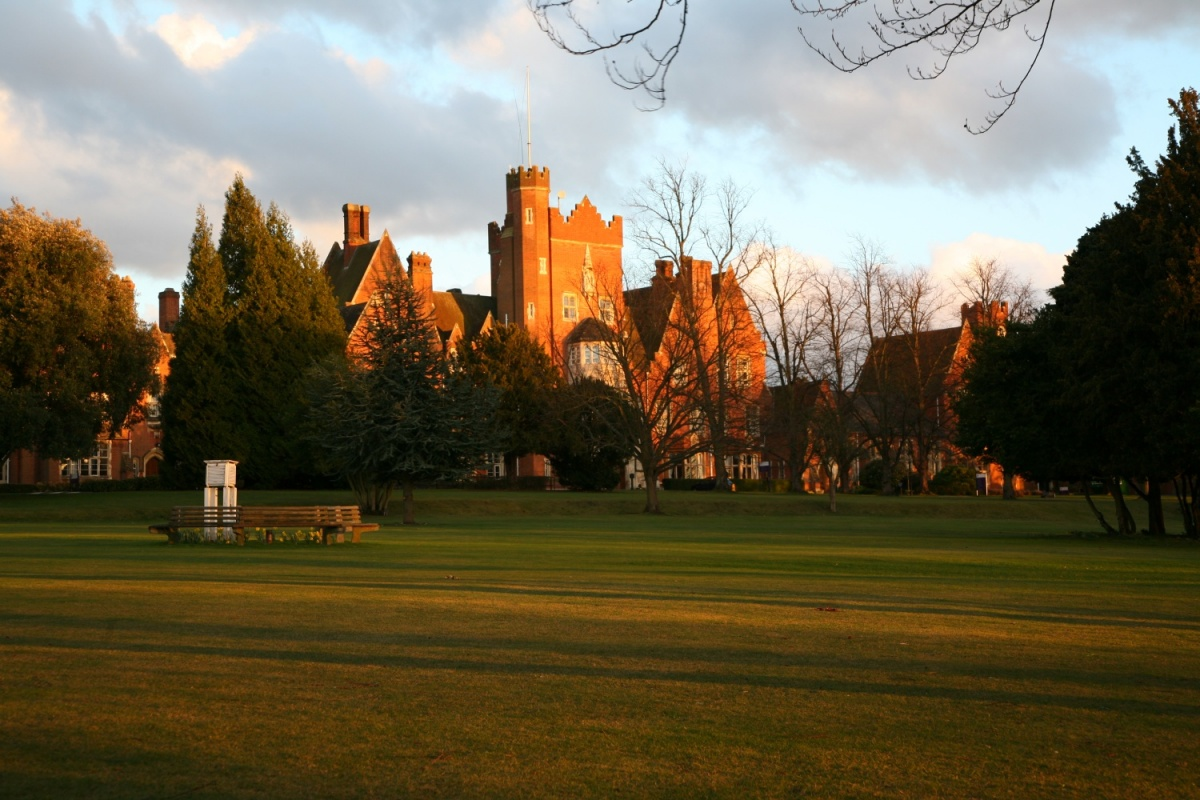
Epsom College
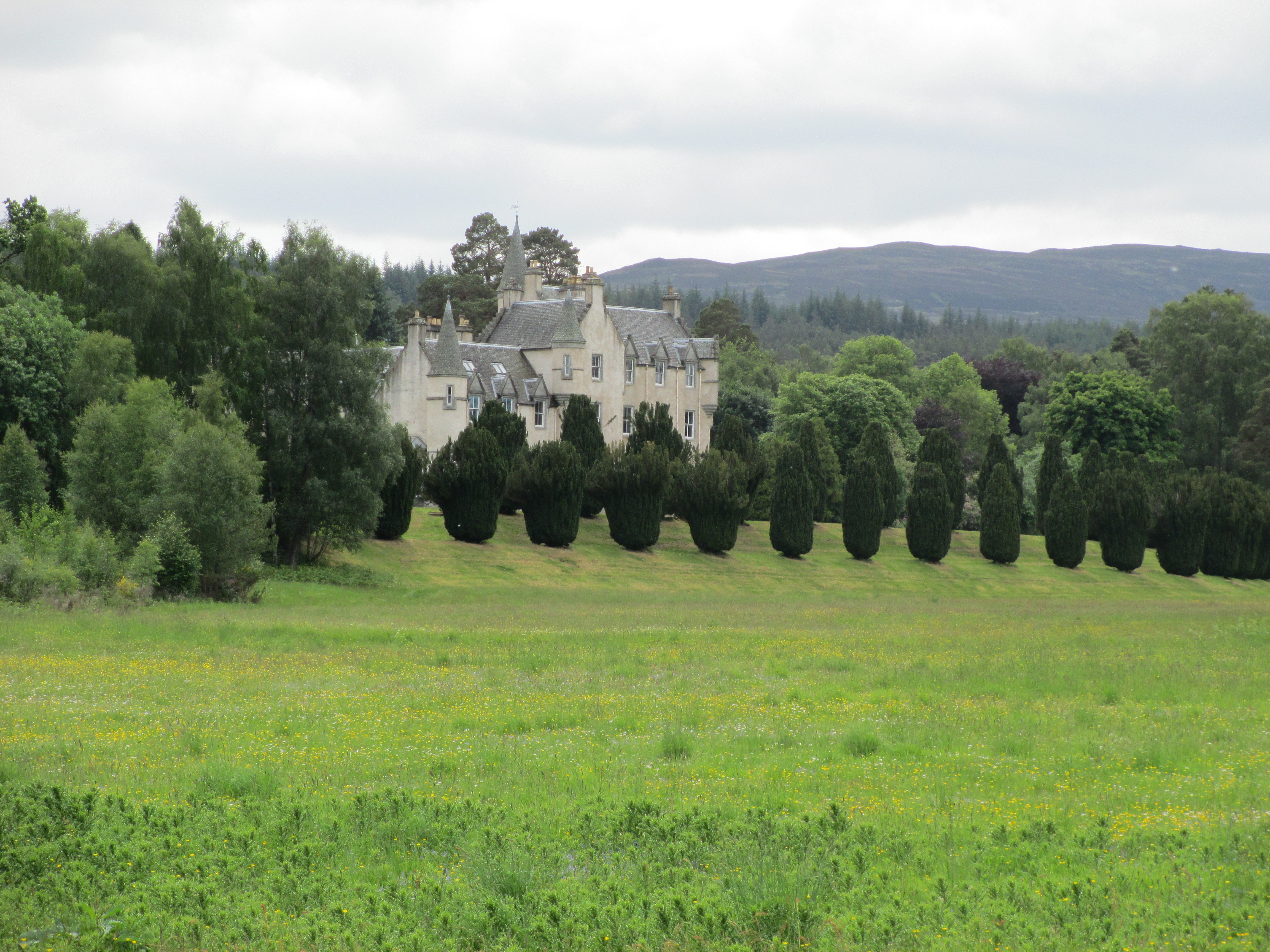
Școala Rannoch

## Specii denumite în onoarea lui Orton
- Cortinarius ortonii Moënne-Locc. & Reumaux, 1992
- Entoloma ortonii Arnolds & Noordel.

## Societăți
- Membru asociat al British Mycological Society
- Membru de onoare al British Mycological Society

## Specii denumite în onoarea lui Orton
- Cortinarius ortonii Moënne-Locc. & Reumaux, 1992
- Entoloma fusco-ortonii Largent, 1994
- Entoloma ortonii Arnolds  & Noordel., 1979
- Hygrophorus ortonii (Bon) Dennis, 1986

## Specii descrise de Orton (selecție)
| - Flocculina, gen P.D.Orton (1960) - Agaricus devoniensis P.D.Orton, 1960 - Agaricus gennadii (Chatin & Boud.) P.D.Orton, 1960 - Agaricus porphyrizon P.D.Orton,1960 - Cantharellus ferruginascens P.D.Orton,1969 - Claudopus sericeonitidus (P.D.Orton) P.D.Orton, 1991 - Clitopilus hobsonii (Berk.) P.D.Orton 1960 - Conocybe rickeniana P. D.Orton, 1960 - Conocybe subpubescens P.D.Orton 1960 - Coprinus megaspermus P.D.Orton 1972 - Cortinarius balteatocumatilis (Rob.Henry) P.D.Orton, 1960 - Cortinarius epsomiensis P.D.Orton 1958 | - Cortinarius xanthocephalus P.D.Orton, 1960 - Deconica montana (Pers.) P.D.Orton, 1960 - Entoloma indutoides (P.D.Orton, 1960) Noordel., 1984 - Entoloma lucidum (P.D.Orton, 1960) M.M.Moser, 1978 - Entoloma majaloides P.D.Orton, 1960 - Entoloma sordidulum Kühner & Romagn.) P.D.Orton, 1960 - Galerina calyptrata P.D. Orton, 1960 - Galerina salicicola P.D.Orton 1960 - Gymnopilus junonius (Fr.) P.D.Orton, 1960 - Hebeloma leucosarx P.D.Orton, 1960 - Hygrocybe coccineocrenata (P.D.Orton, 1960) M.M.Moser, 1967 | - Hygrocybe subglobispora (P.D.Orton, 1960) M.M.Moser 1967 - Laccaria bicolor (Maire) P.D.Orton,1960 - Macrolepiota konradii P.D.Orton, 1960 - Melanotus horizontalis (Bull.) P.D.Orton, 1984 - Naucoria salicis P.D.Orton (1960) - Naucoria subconspersa (Kühner) P.D.Orton, 1960 - Parasola leiocephala (P.D.Orton, 1969) Redhead, Vilgalys & Hopple, 2001 - Parasola megasperma (P.D.Orton, 1972) Redhead, Vilgalys & Hopple, 2001 - Hygrocybe conicoides (P.D.Orton) P.D.Orton & Watling, 1969 - Hygrocybe splendidissima (P.D.Orton, 1960) M.M. Moser 1967 | - Paxillus rubicundulus P.D.Orton 1969 - Pholiota muelleri (Fr.) P.D.Orton - Psathyrella ammophila (Durieu & Lév.) P.D.Orton]], 1960 - Psathyrella leucotephra (Berk. & Broome) P.D.Orton, 1960 - Psathyrella piluliformis (Bull.) P.D.Orton, 1969 - Psathyrella vinosofulva P.D.Orton, 1960 - Stropharia aurantiaca ([[Mordecai Cubitt Cooke\|Cooke) P.D. Orton 1960 - Stropharia fimetaria P.D.Orton 1964 - Tephrocybe confusa (P.D.Orton ) P.D.Orton, 1969 - Volvariella caesiotincta P.D.Orton, 1974 |

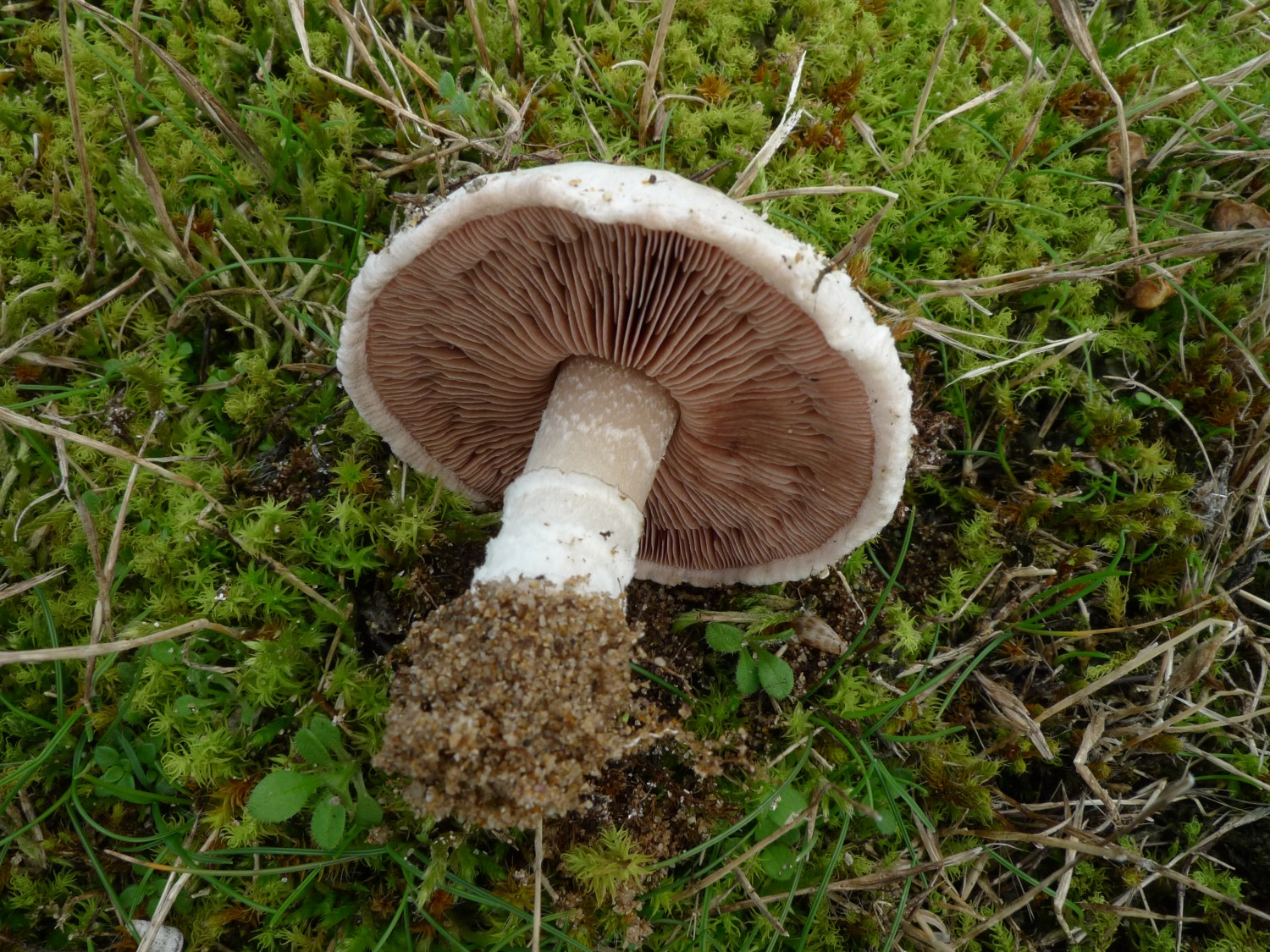
Agaricus devoniensis
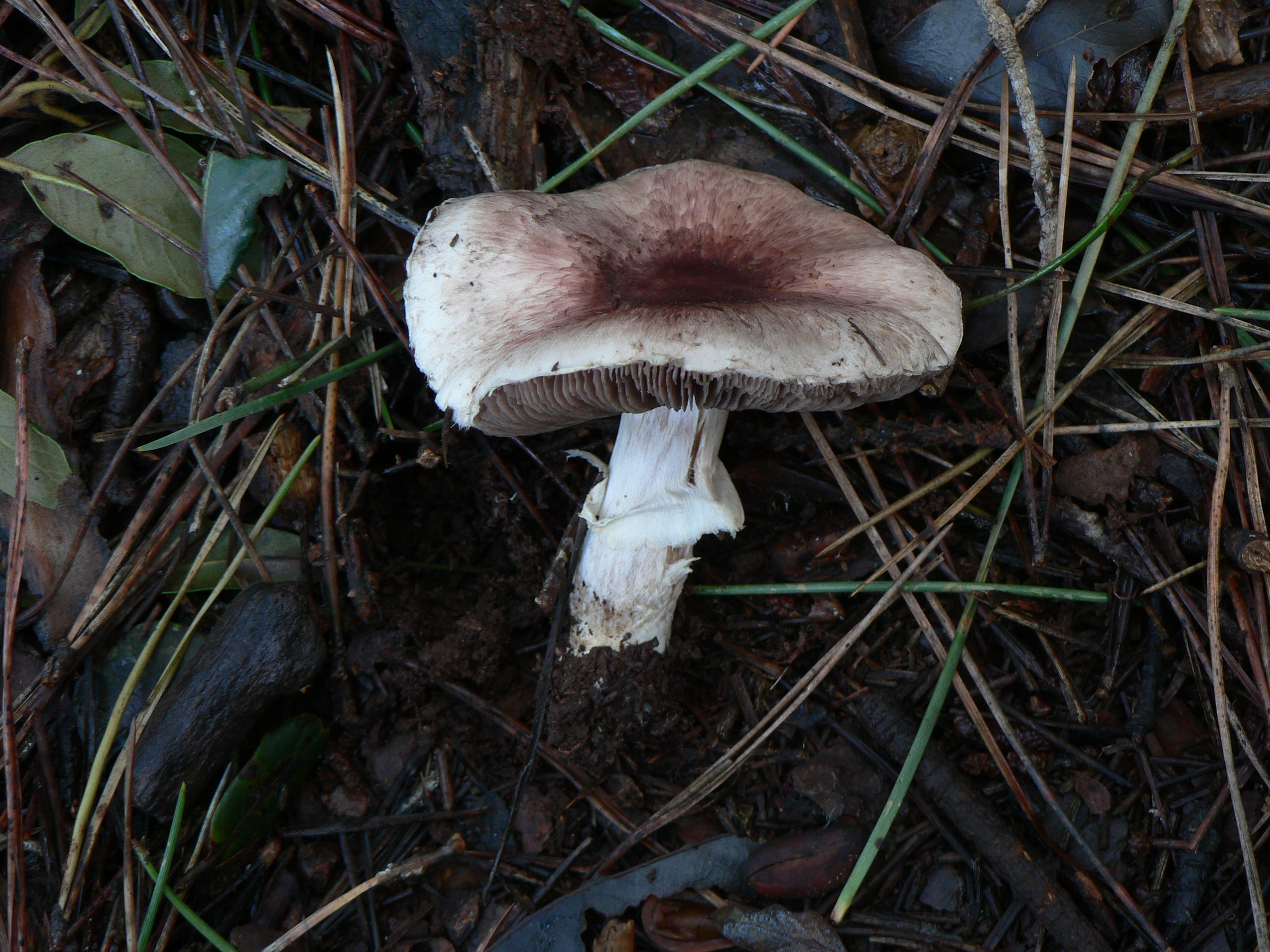
Agaricus porphyrizon
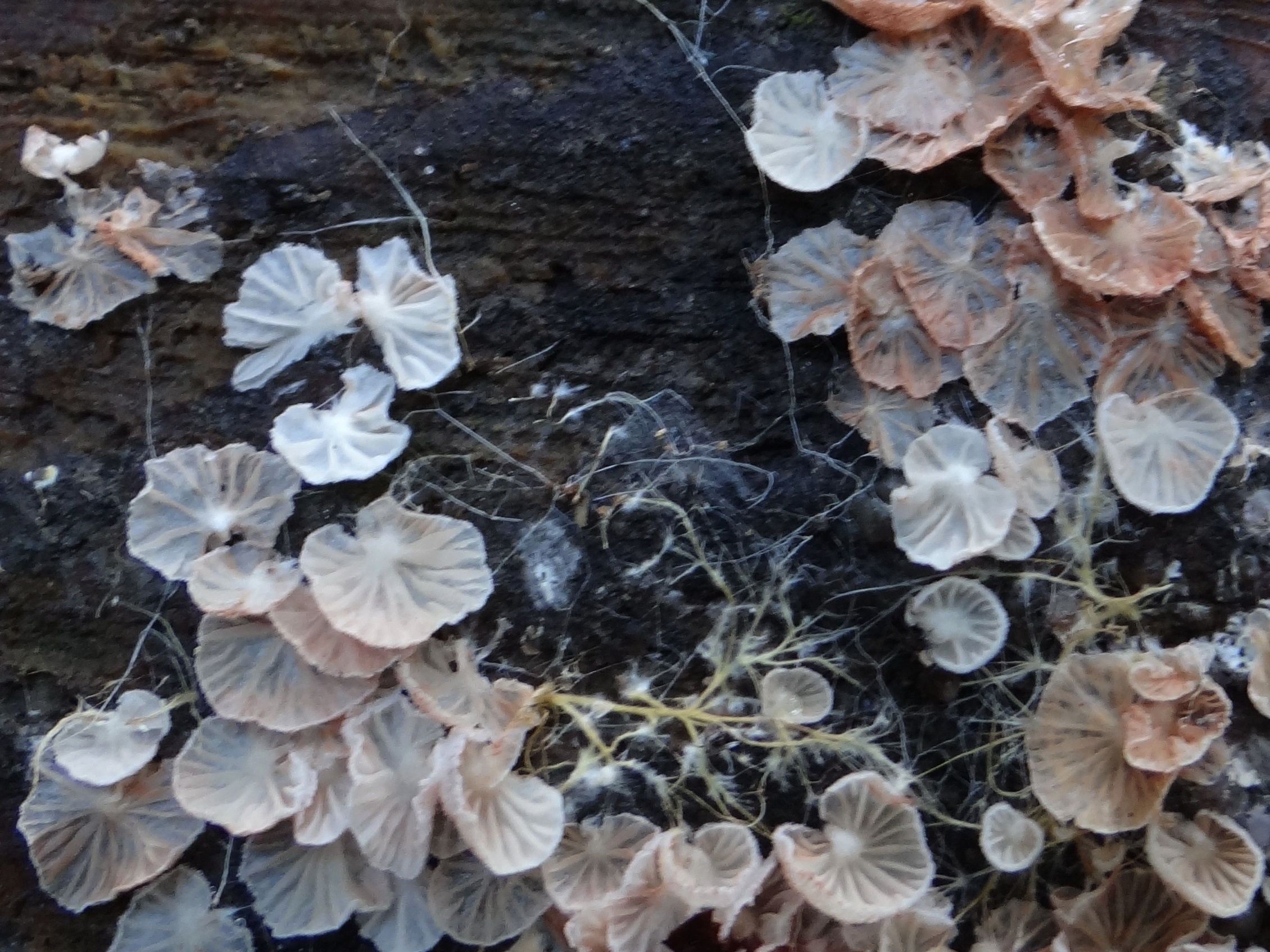
Clitopilus hobsonii
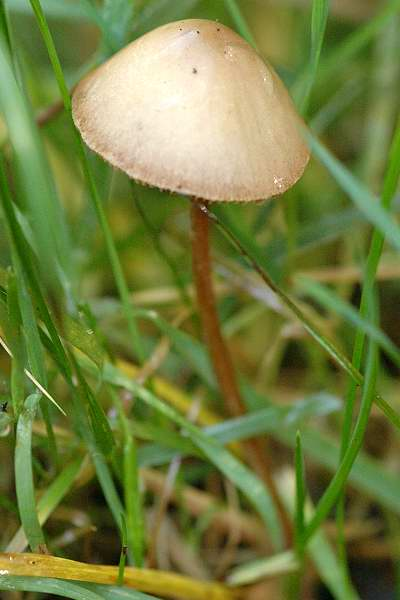
Conocybe rickeniana
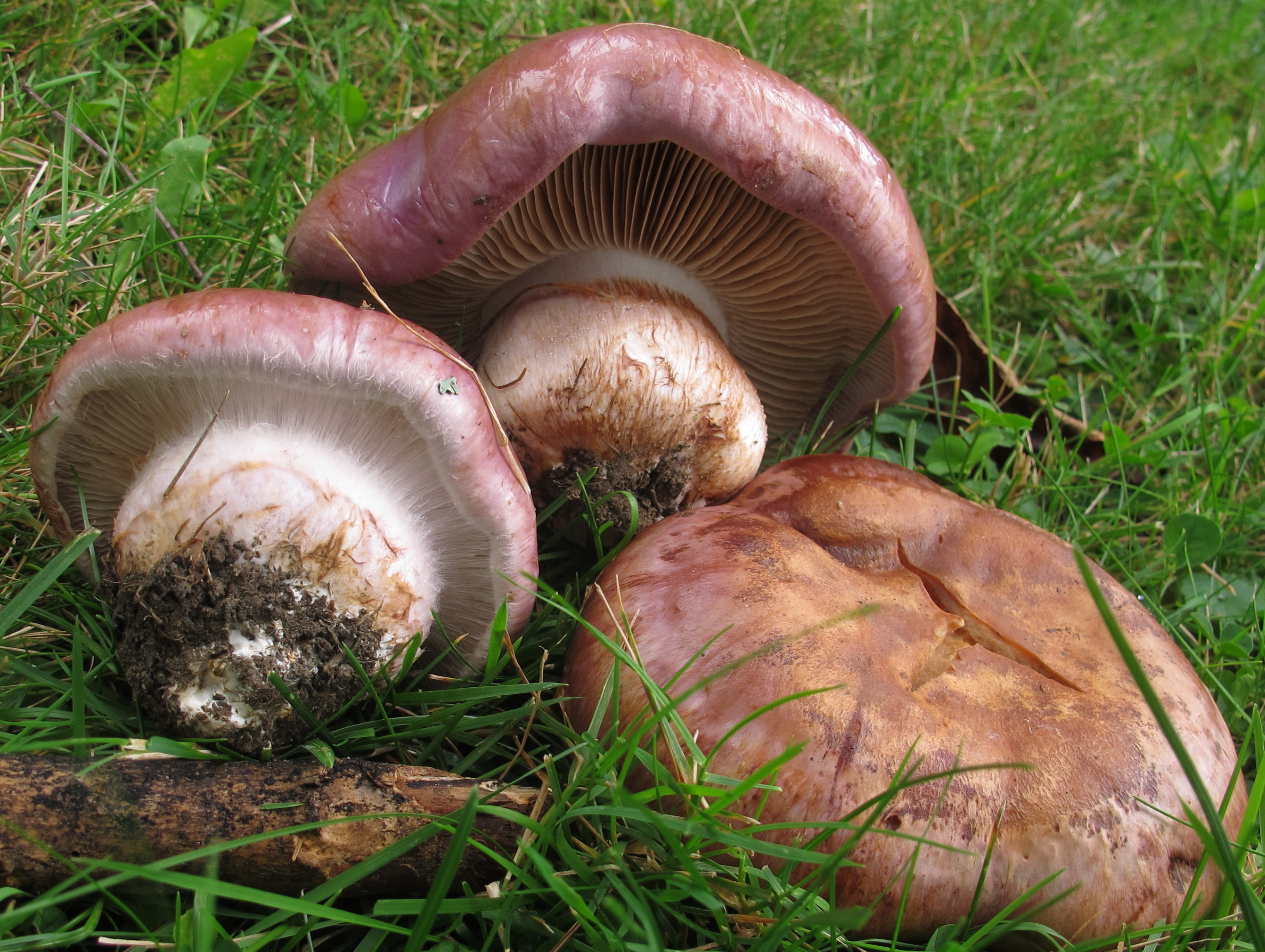
Cortinarius balteatocumatilis

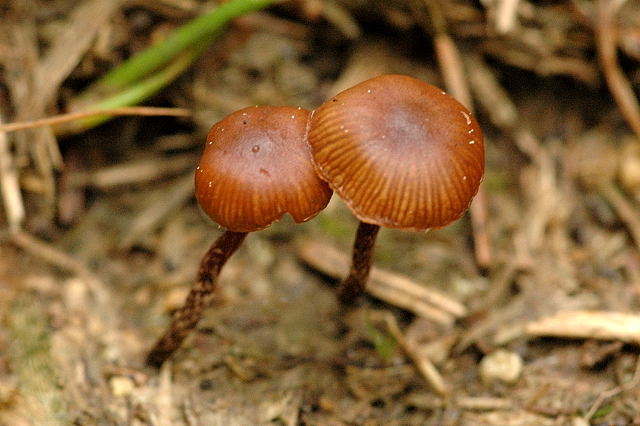
Deconica montana
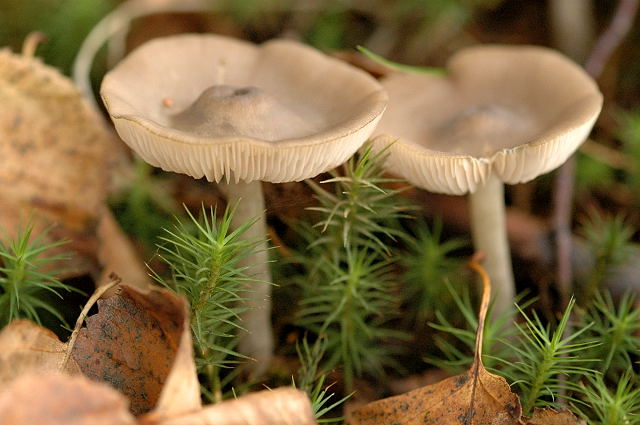
Entoloma sordidulum
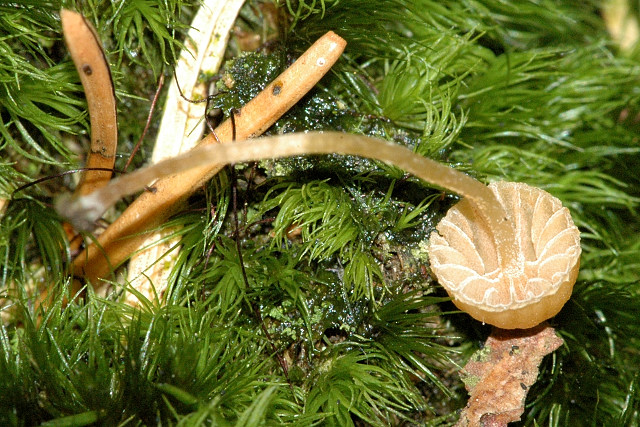
Galerina calyptrata
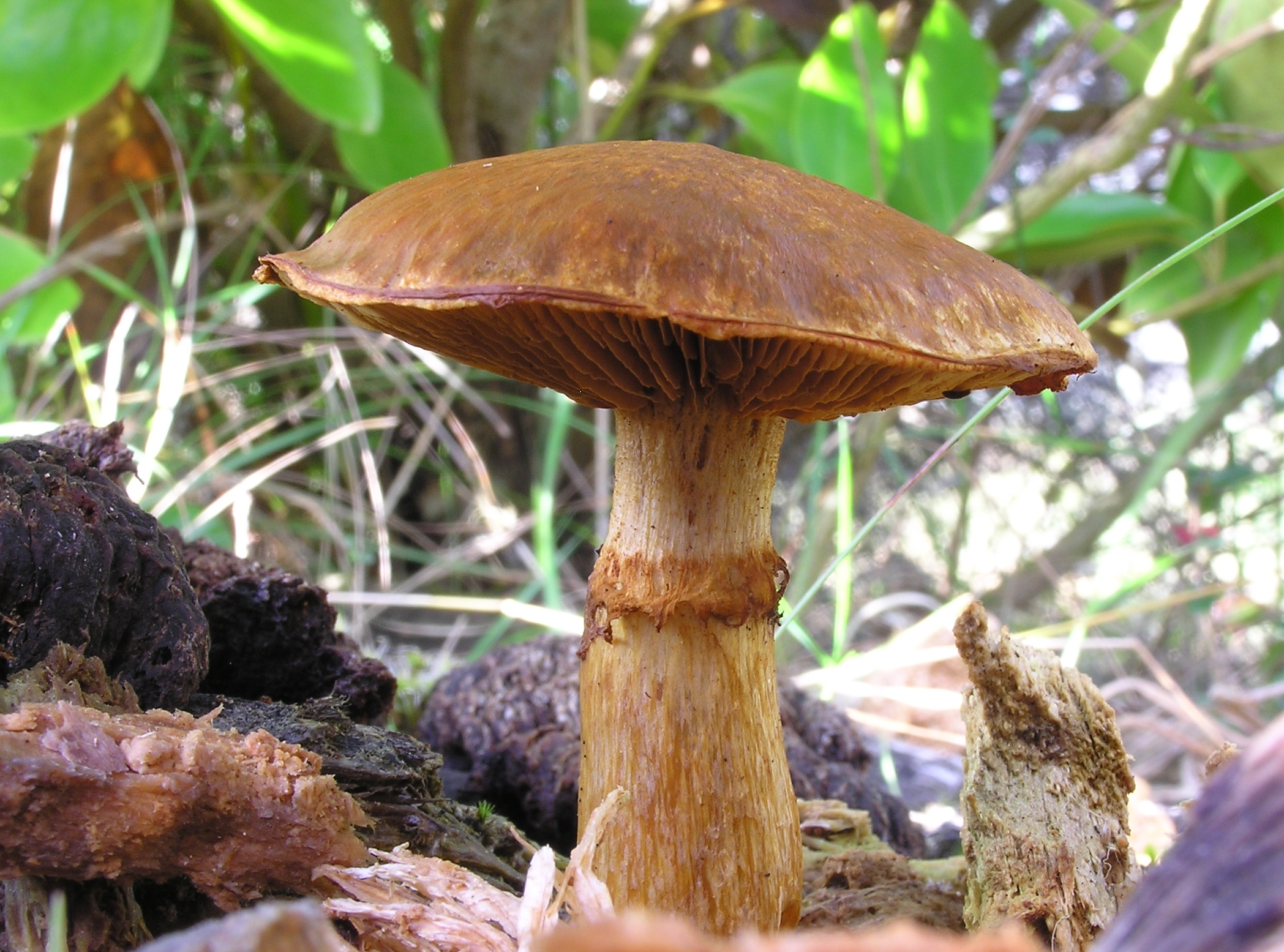
Gymnopilus junonius
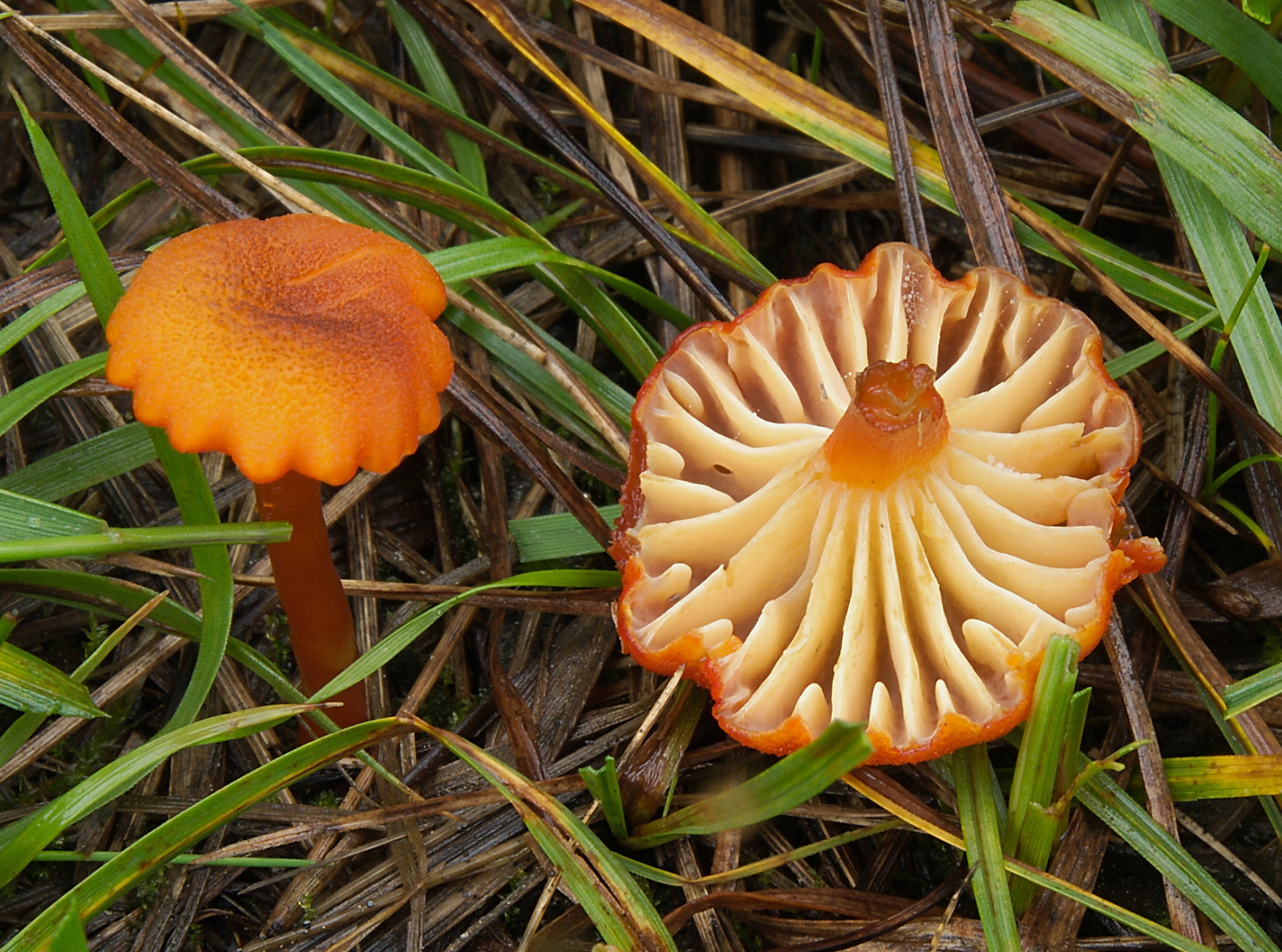
Hygrocybe coccineocrenata

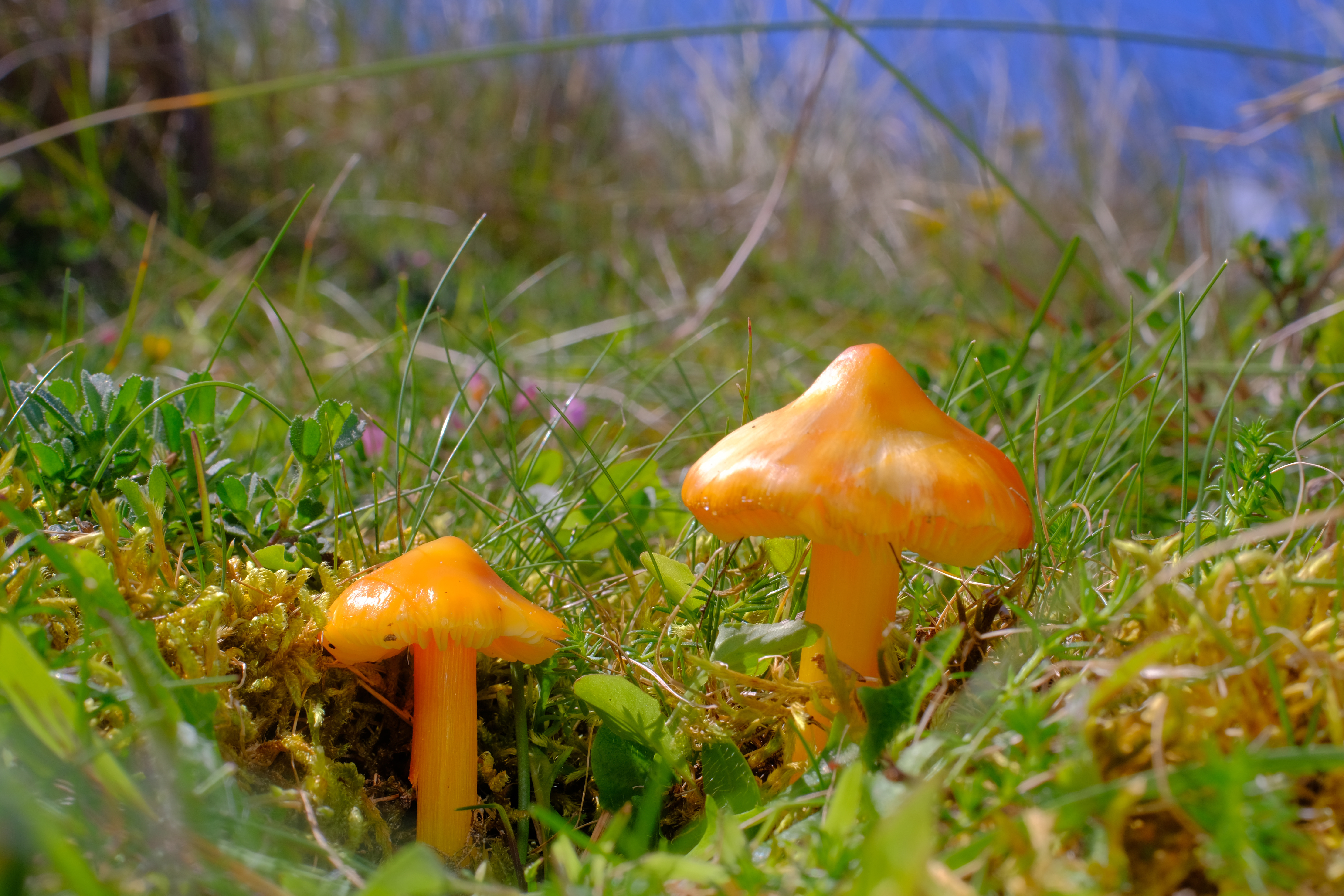
Hygrocybe conicoides
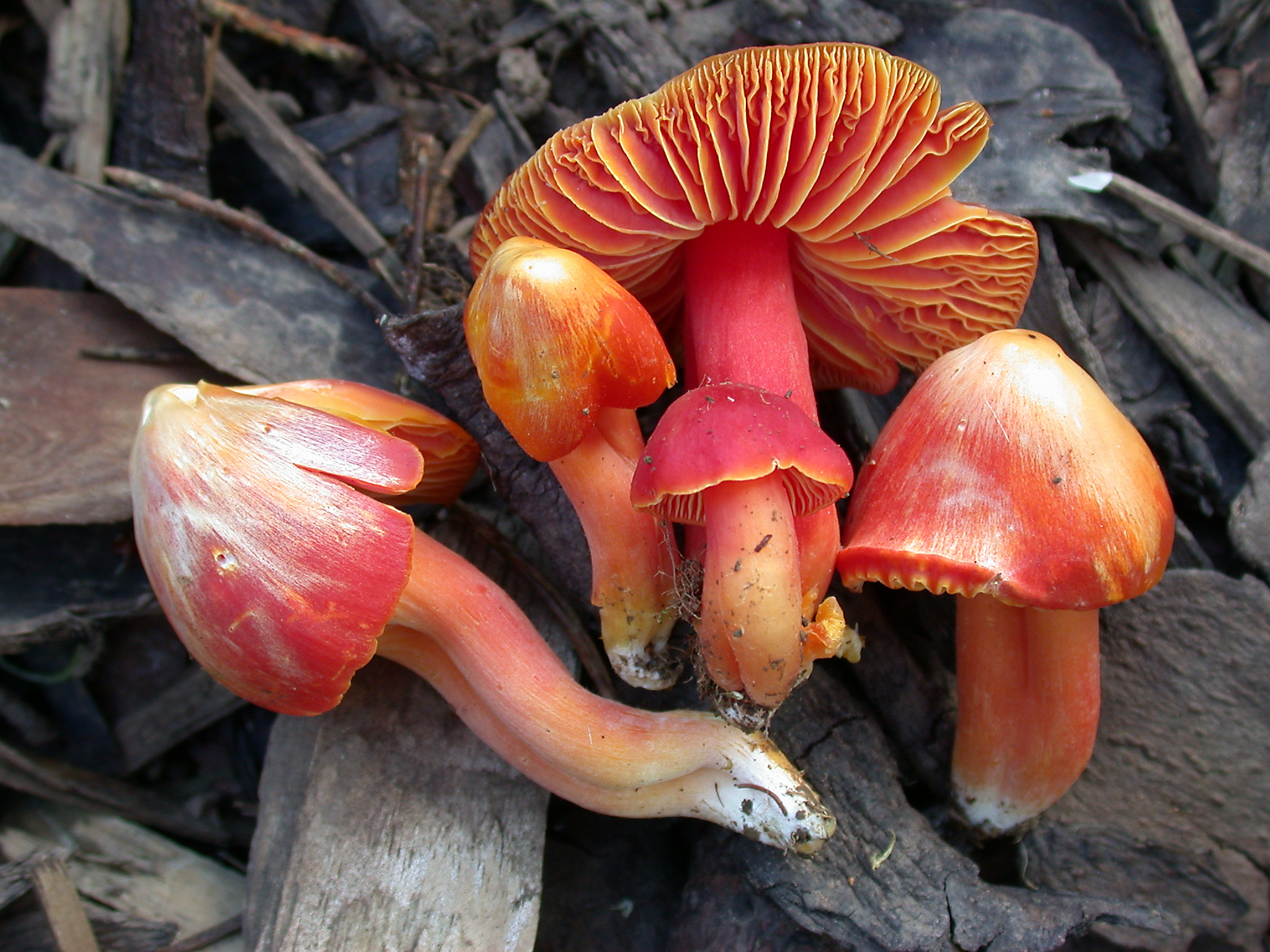
Hygrocybe splendidissima
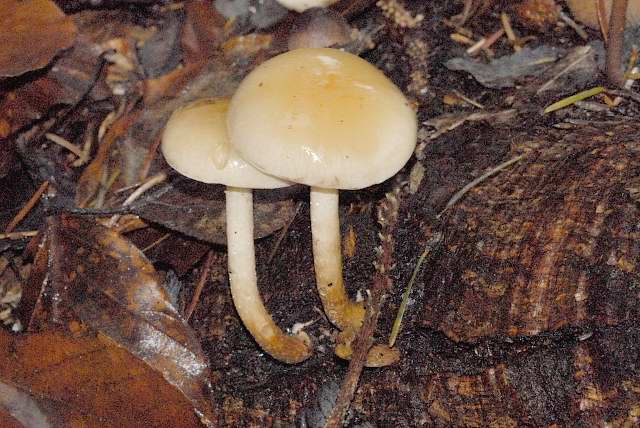
Hypholoma leucosarx
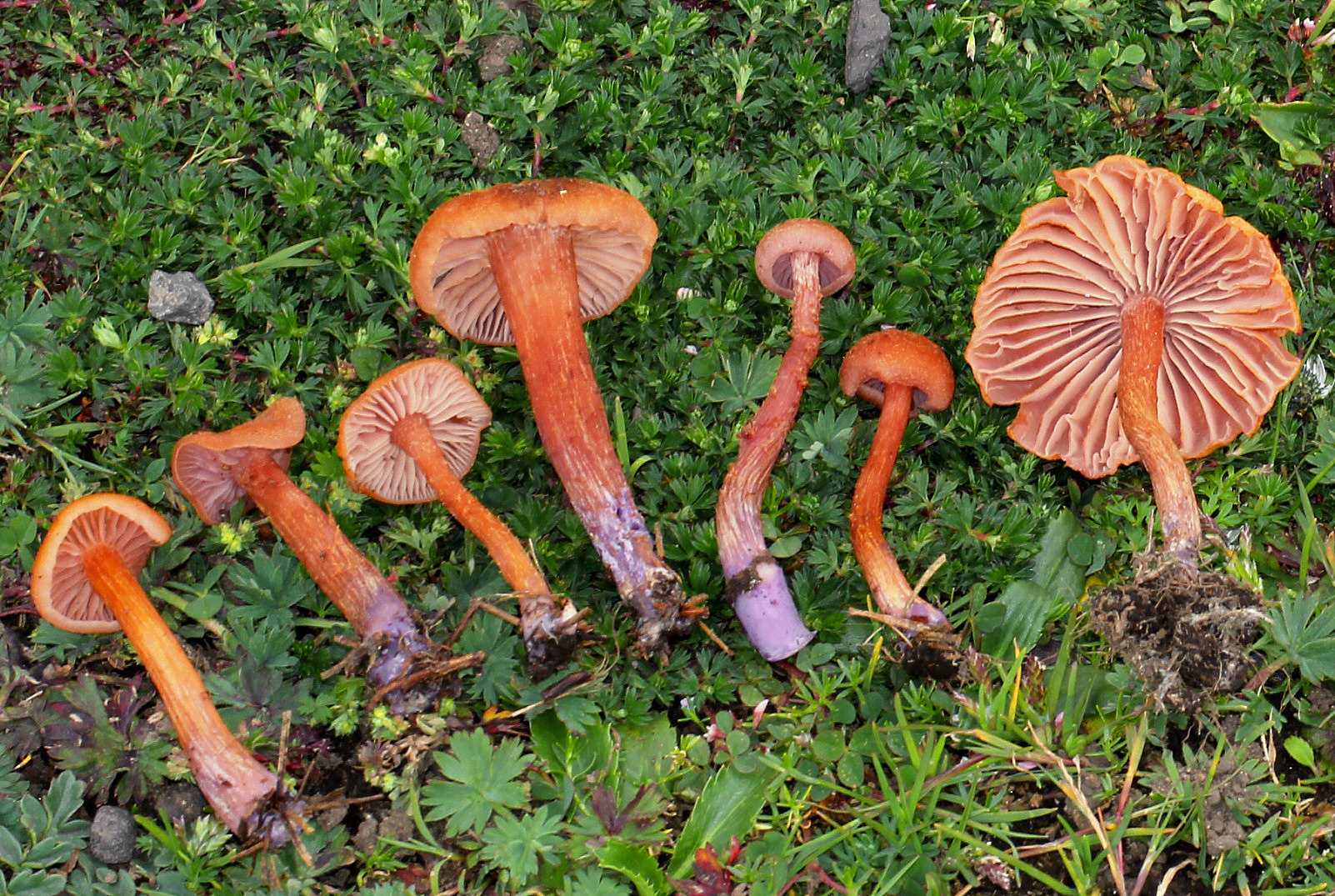
Laccaria bicolor
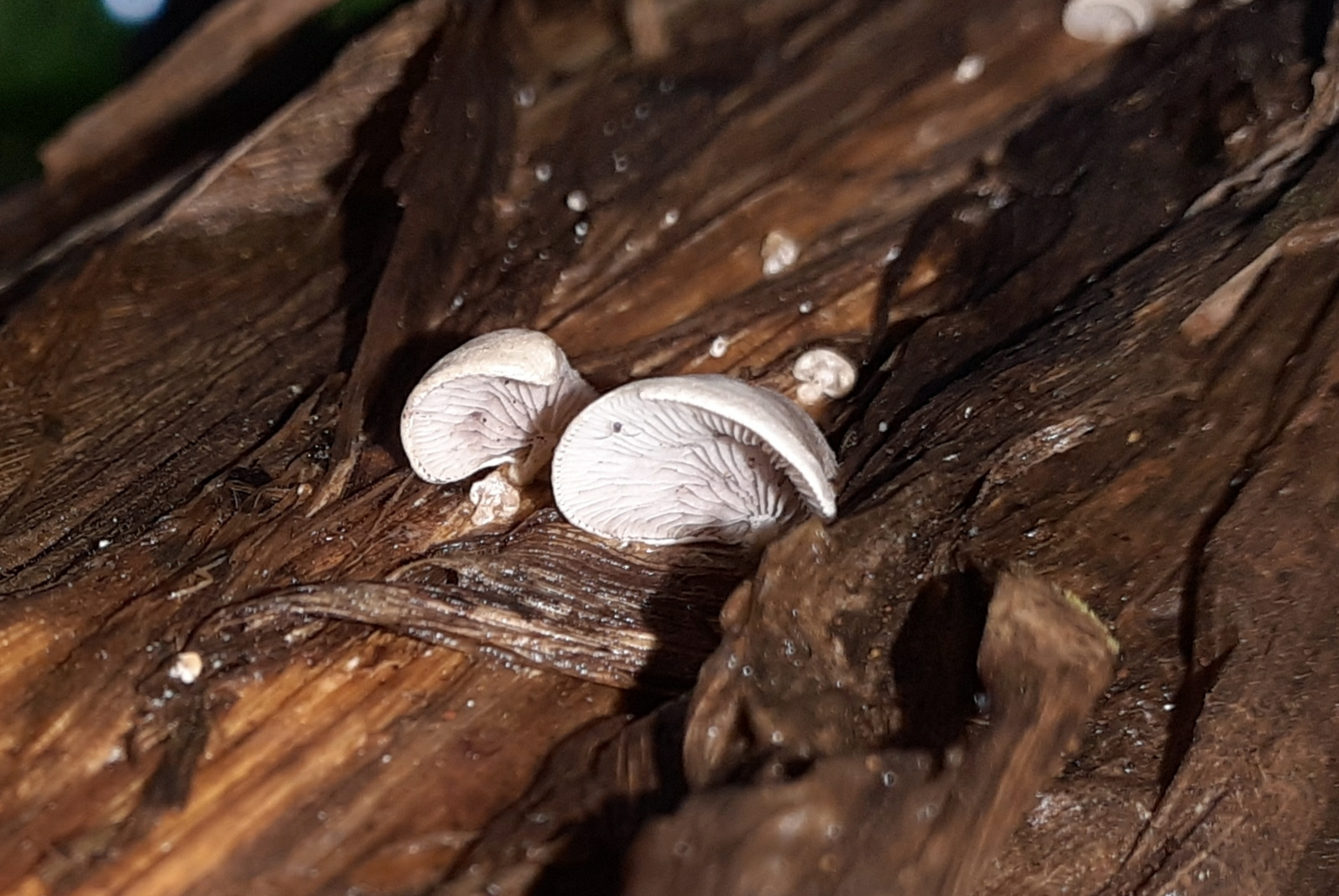
Melanotus horizontalis

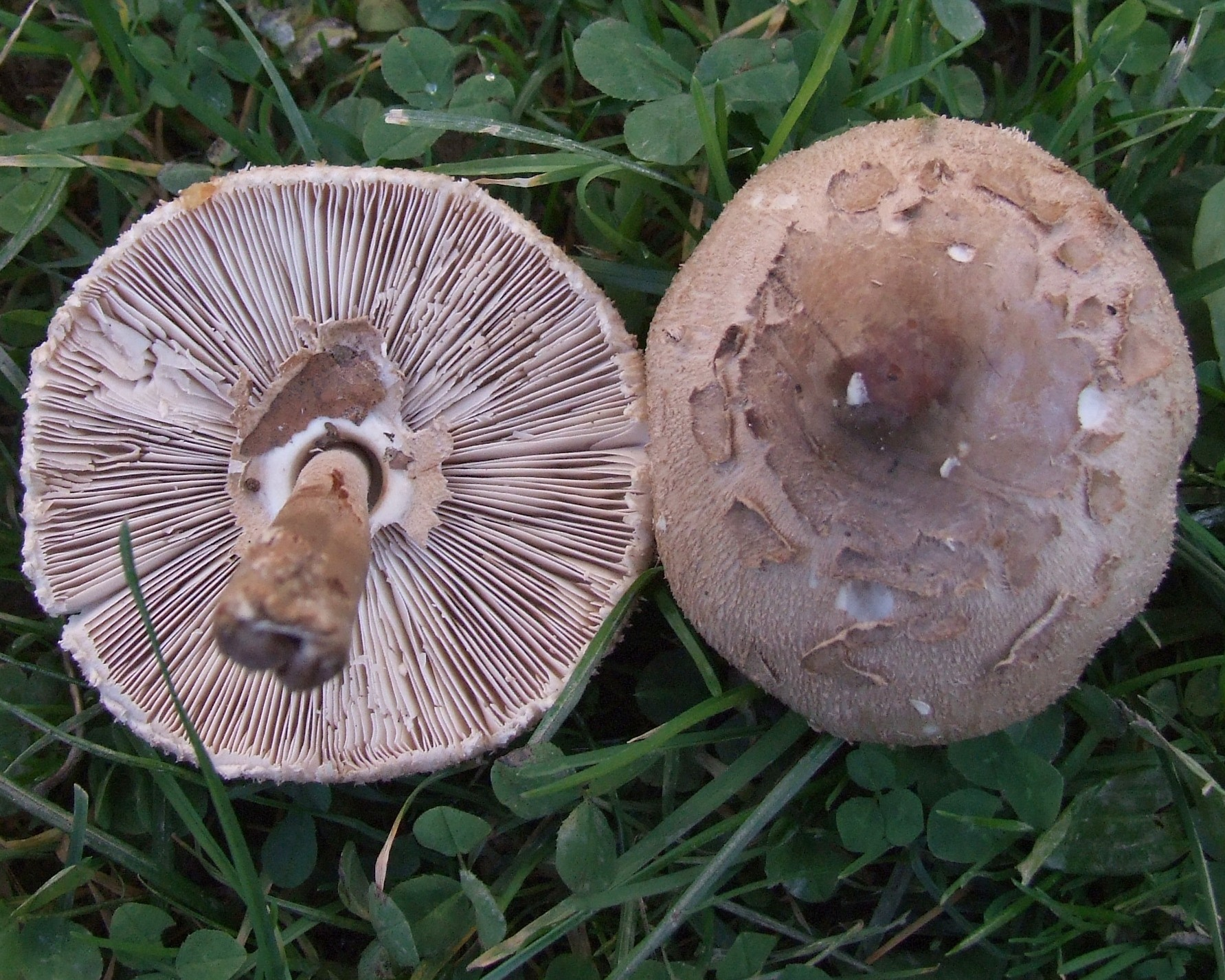
Macrolepiota konradii
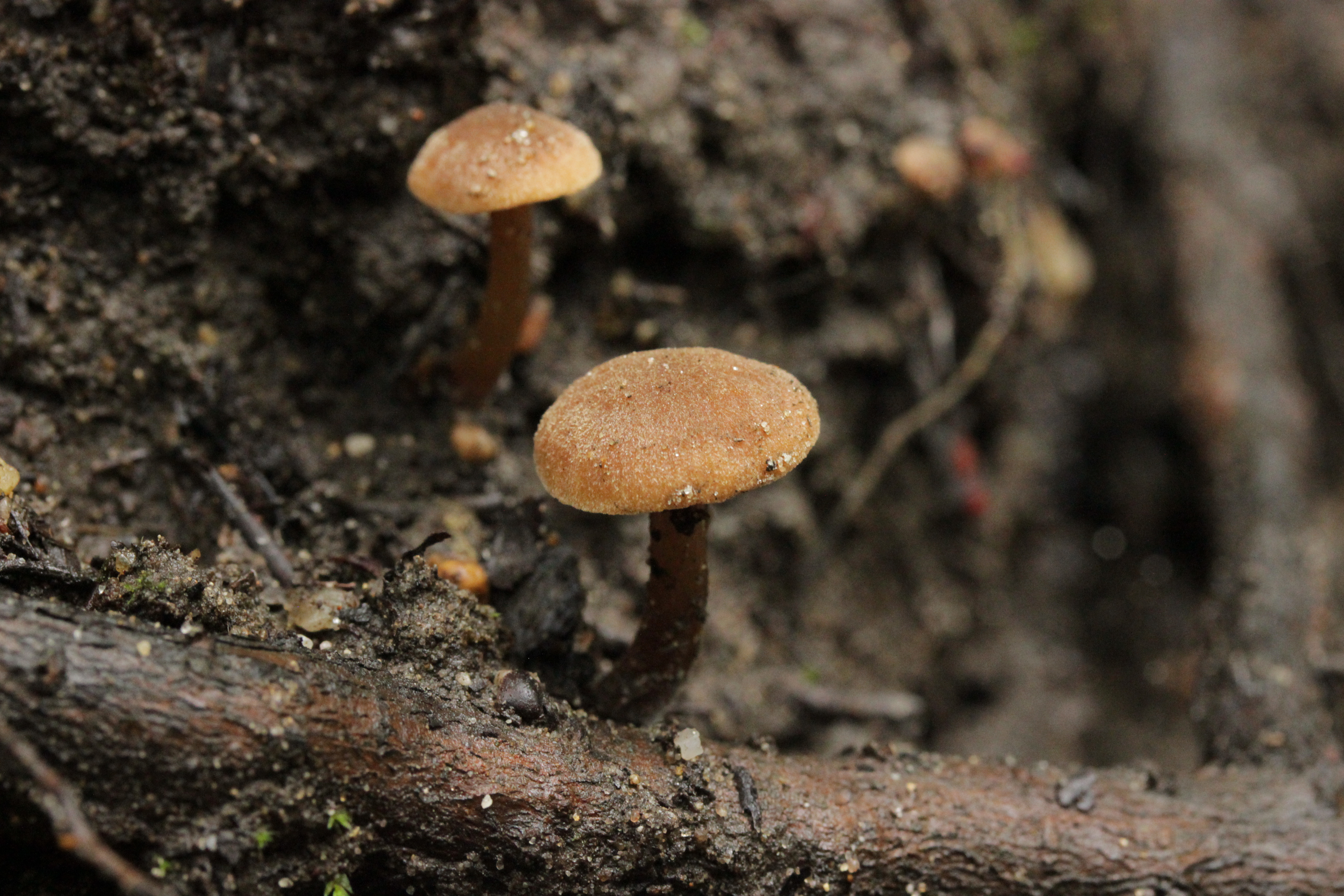
Naucoria subconspersa
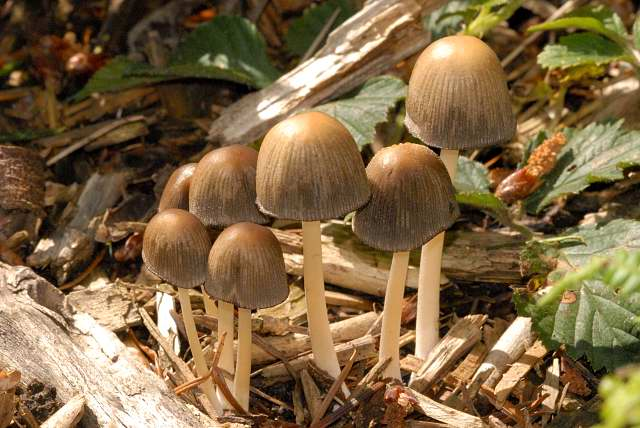
Parasola.leiocephala
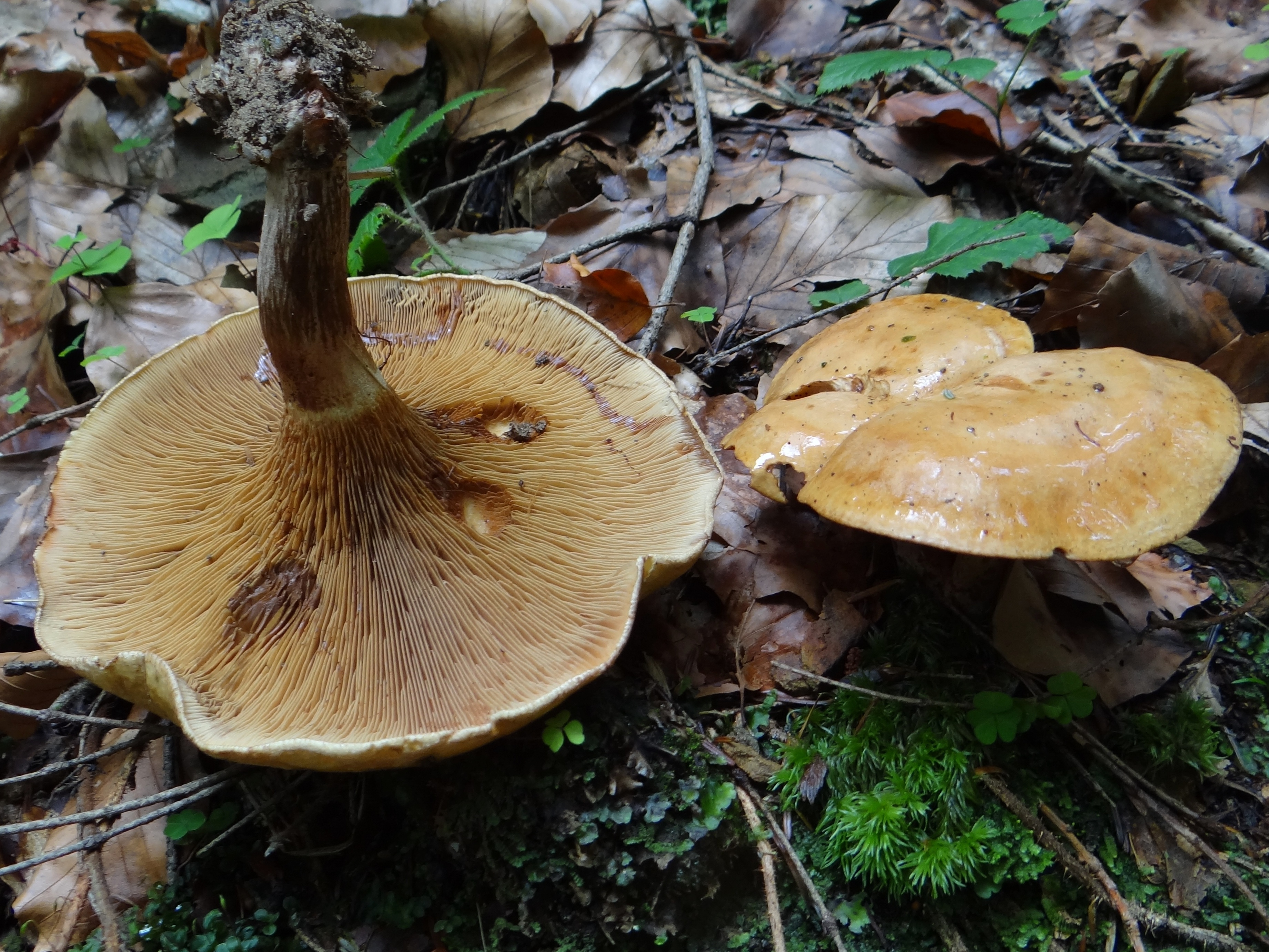
Paxillus rubicundulus
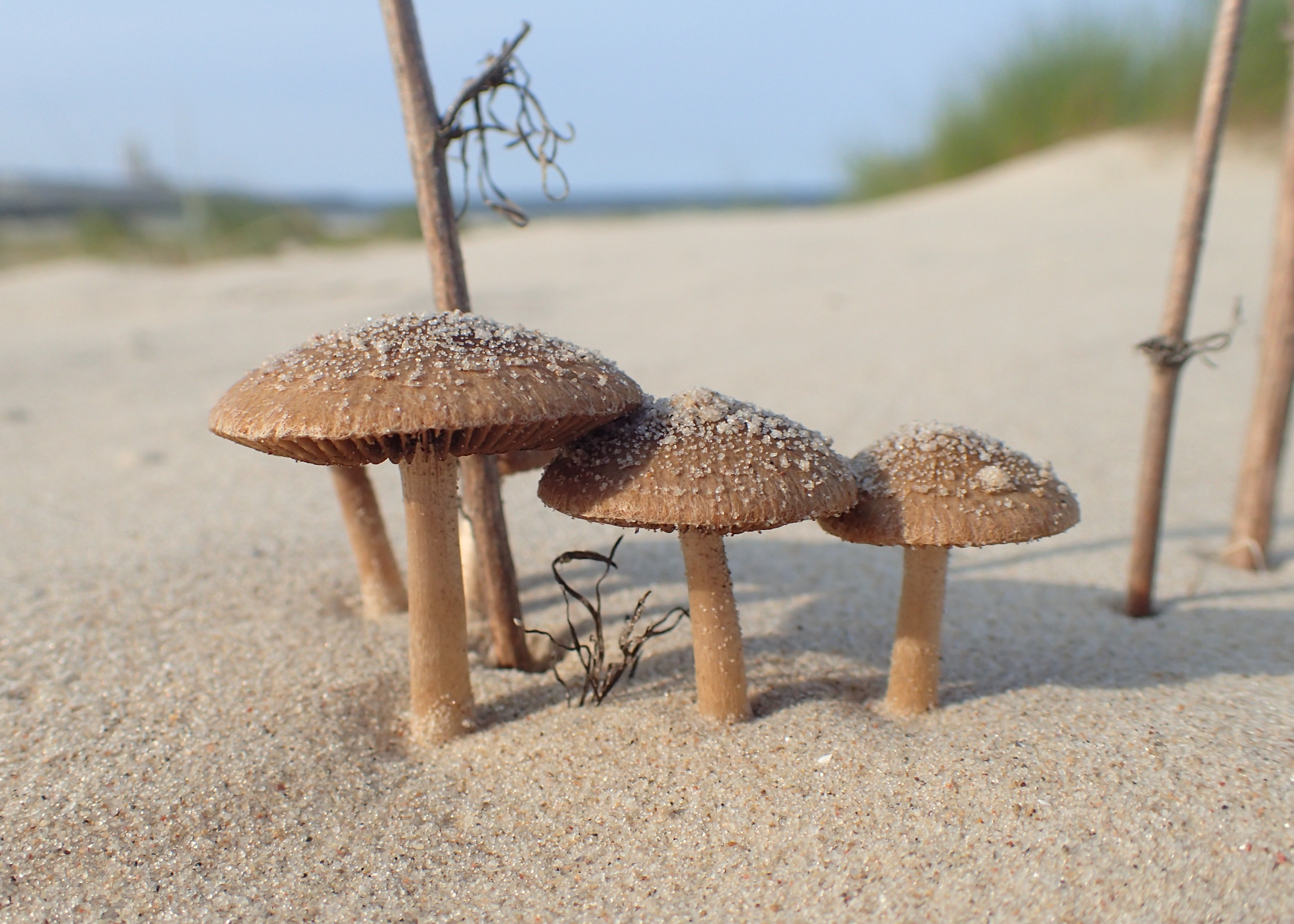
Psathyrella ammophila

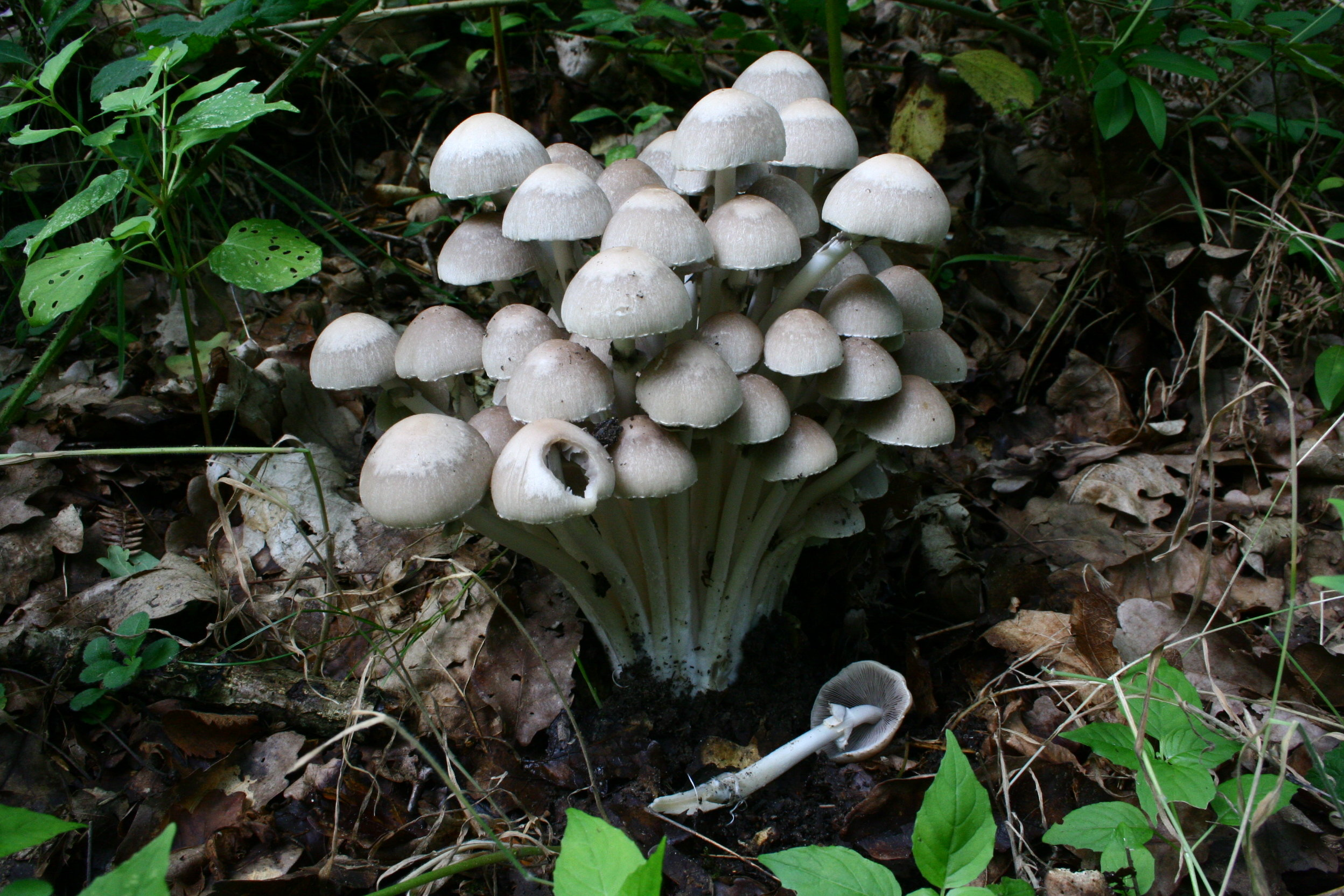
Psathyrella leucotephra
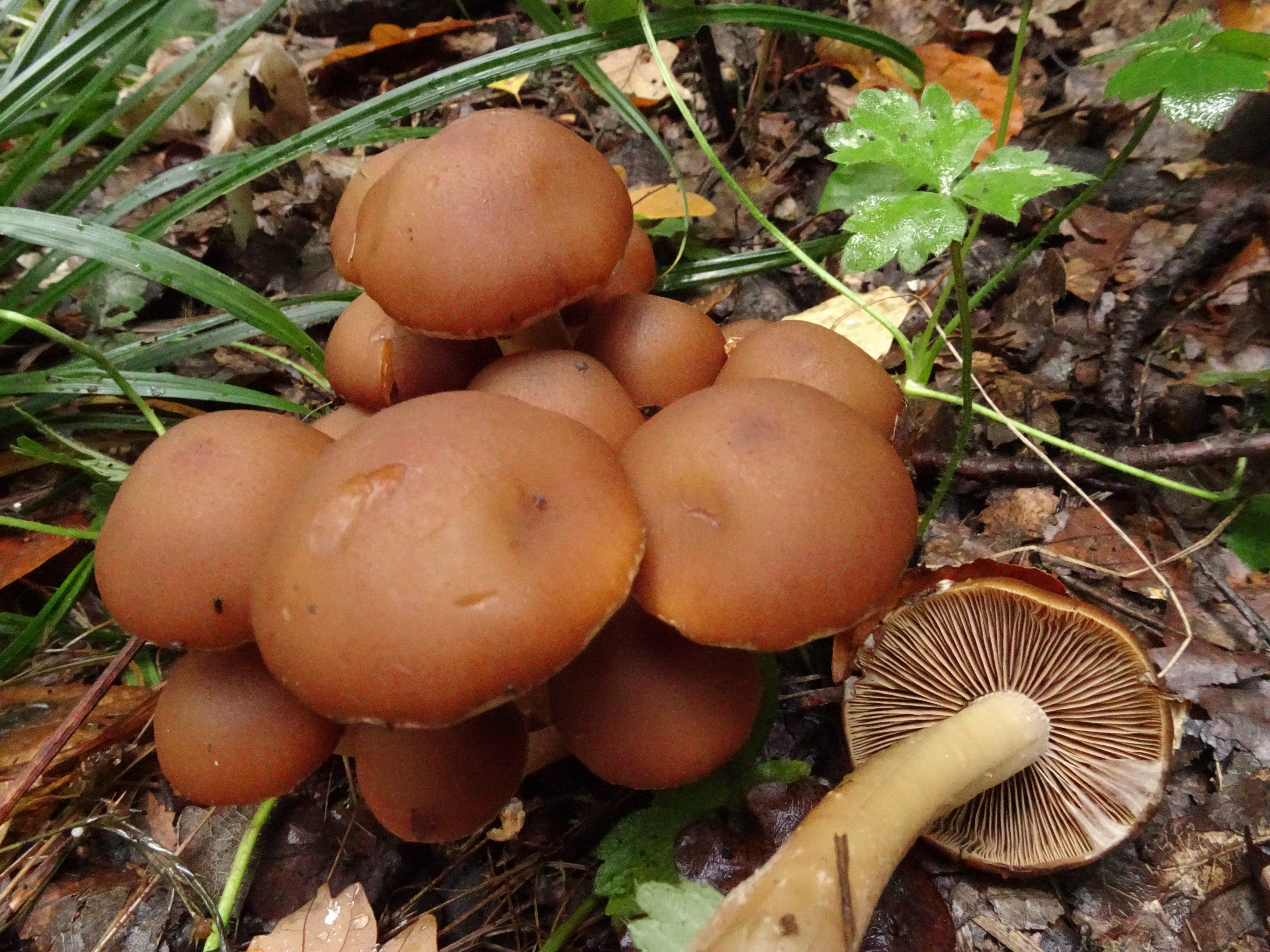
Psathyrella piluliformis
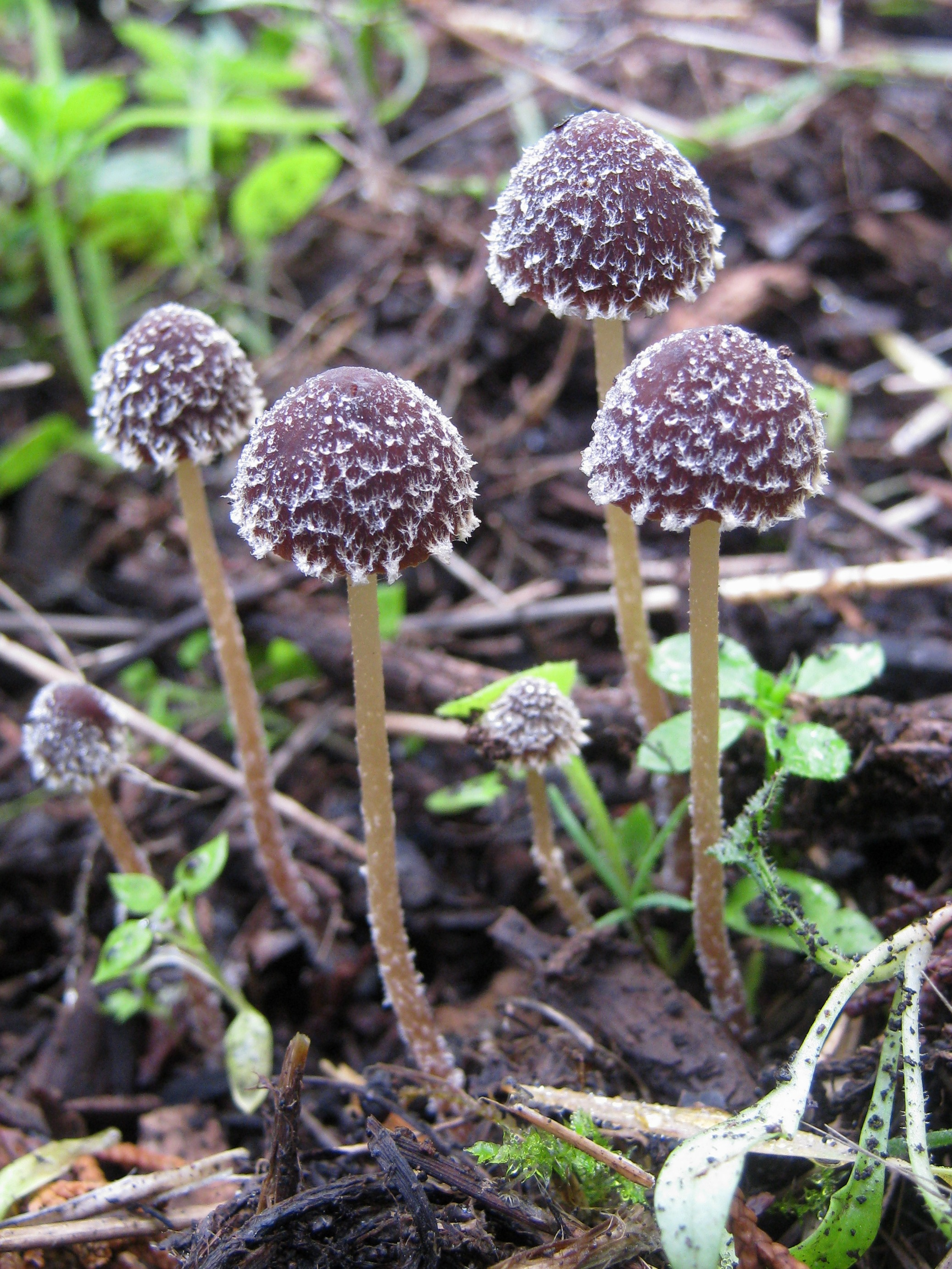
Psathyrella vinosofulva
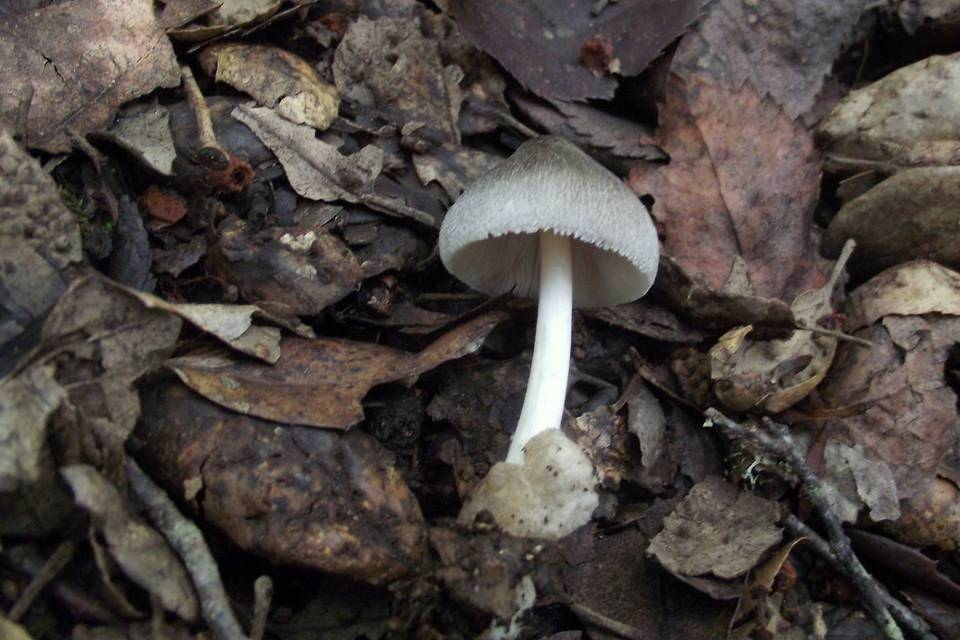
Volvariella caesiotincta

## Publicații (selecție)
- „Cortinarius II”, editată de „Mycological Section of the Yorkshire Naturalist’s Union”, Wakefield, aprilie 1958 * „ British Fungus Flora vol. 1: „Agarics and Boleti”, Editura Royal Botanic Garden, Edinburgh, Edinburgh 1959
- „New checklist of British agarics and boleti”, partea III: Notes on genera and species” în: „Transactions of the British Mycological Society”, vol. 43, Editura Cambridge University Press, Cambridge 1960, p. 159-439
- „New checklist of British agarics and boleti - Supplement to Transactions of the British Mycological Society,”, Editura Cambridge University Press, Cambridge 1960, împreună cu R. W. G. Dennis și F. B. Hora
- „Notes on British Agarics”, vol. II, în: „Notes from the Royal Botanic Garden”, Editura Royal Botanic Garden, Edinburgh, Edinburgh 1964
- „ British Fungus Flora vol. 2: „Agarics and Boleti, Coprinaceae, Coprinus”, Editura Royal Botanic Garden, Edinburgh, Edinburgh 1964, împreună cu R. Watling
- „ Coprinus megaspermus”, Editura Royal Botanic Garden, Edinburgh, vol. 32, Edinburgh 1972, p. 141
- „New Check List of British Agarics and Boleti”, prima ediție, Editura J. Cramer, Lehre 1974
- „Notes on British Agarics”, vol. VI, în: „Notes from the Royal Botanic Garden”, Editura Royal Botanic Garden, Edinburgh, Edinburgh 1976
- „British Fungus Flora” vol. 2: „Coprinaceae, partea 1: Coprinus”, Editura Royal Botanic Garden, Edinburgh, Edinburgh 1979, 149 p, 231 figuri, împreună cu D. M. Henderson și R. Watling,
- „Notes on British Agarics”, vol. VIII, în: „Notes from the Royal Botanic Garden”, Editura Royal Botanic Garden, Edinburgh, Edinburgh 1984
- „British Fungus Flora” vol. 4: „Pluteaceae: Pluteus & Volvariella”, Editura Royal Botanic Garden, Edinburgh, Edinburgh 1986, 98 p., ISBN-13: ‎ 978-0950-42704-1
- „Fungi of northern pine and birch woods”, în: „Bulletin of the British Mycological Society”, vol. 20, Londra 1986, p. 130-145
- „Notes on some agarics from Scotland” în: „Notes from the Royal Botanic Garden”, Editura Royal Botanic Garden, Edinburgh, Edinburgh 1987
- „Notes on British Agarics”, vol. IX, în: „Notes from the Royal Botanic Garden”, Editura Royal Botanic Garden, Edinburgh, vol. 91, nr. 4, Edinburgh 1988, p. 545-572
- R. Watling, N. M. Gregory, „British Fungus Flora” vol. 7: „Cortinariaceae”, Editura Royal Botanic Garden, Edinburgh, Edinburgh 1993 (Orton a contribuit cu secția Gymnopilus.)
- „New and interesting agarics from Abernethy Forest, Scotland”, în: Kew Bulletin, vol. 54, Londra 1999, p. 705-714